# Operació Whitecoat

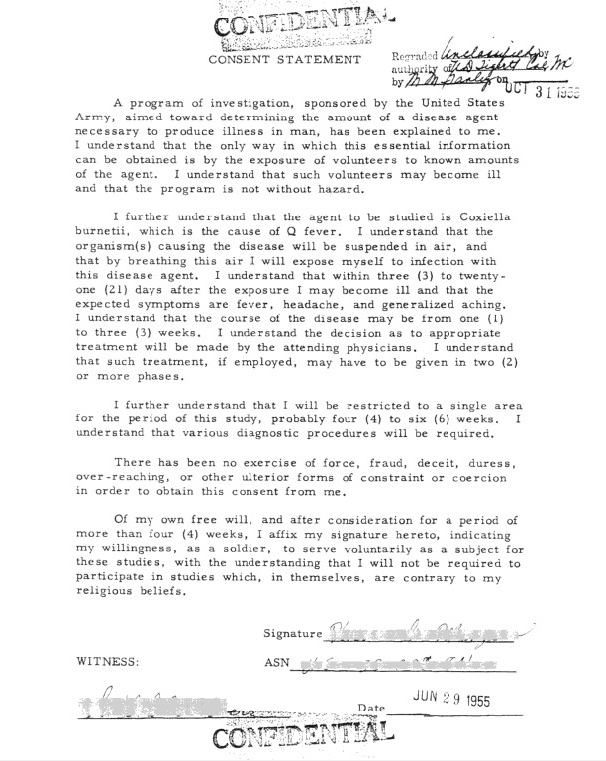
Document d'un experiment de l'Operació Whitecoat.

Operació Whitecoat va ser el nom que va rebre un programa de recerca mèdica realitzat per l'exèrcit dels Estats Units entre 1954 i 1973 a Fort Detrick que va consistir en la realització d'experiments mèdics amb éssers humans voluntaris, escollits entre soldats reclutes registrats com a objectors de consciència de l'Església Adventista del Setè Dia. L'objectiu declarat d'aquests experiments consistia a experimentar la defensa contra armes biològiques i químiques.

## Experiments
L'exèrcit dels Estats Units va iniciar els seus experiments sobre els efectes de les armes biològiques el 1953, realitzant un estudi sobre la febre Q amb voluntaris. Per a reclutar als voluntaris es va contactar amb l'Església Adventista l'octubre de 1954 i el 1958 van començar els primers projectes de recerca. Els voluntaris van poder consultar a les seves famílies i sacerdots abans de decidir-se a participar. Aproximadament un 20 % dels voluntaris inicials van declinar participar-hi.
Al final, al voltant de 2300 soldats nord-americans van participar com a voluntaris en la recerca permetent que els infectessin virus i bacteris que es consideraven d'ús possible en un atac biològic. A més a més, uns altres 800 voluntaris van participar com a tècnics de laboratori, auxiliars d'infermeria, cuidadors d'animals i oficinistes. Els voluntaris, coneguts com a white coat (literalment bata blanca), van ser exposats a patògens de febre groga, febre de la Vall del Rift, hepatitis A, Yersinia pestis, tularemia i encefalitis equina veneçolana, entre d'altres.

## Resultats
Moltes de les vacunes que protegeixen contra agents usats en la guerra biològica van ser provades en humans en l'operació Whitecoat. Segons el USAMRIID, l'operació Whitecoat va contribuir a la consecució de vacunes per a la febre groga i l'hepatitis aprovades per la Food and Drug Administration i en la recerca de fàrmacs per tractar la febre Q, l'encefalitis equina veneçolana, la febre de la vall del Rift i la tularèmia, a més a més el USAMRIID també afirma que va servir per desenvolupar equipament, procediments de descontaminació, incubadores, centrifugadores i filtres de partícules
Cap dels voluntaris va morir durant el període de realització de les proves, s'estima que uns 500 voluntaris seguien amb vida el 2003. El 1969, després de l'aparició d'una sèrie d'articles en la premsa, molts adventistes van començar a qüestionar la participació de la seva església en el projecte.